# Protammodytes
Protammodytes és un gènere de peixos pertanyent a la família dels ammodítids.

## Taxonomia
- Protammodytes brachistos (Ida, Sirimontaporn & Monkolprasit, 1994)[4]
- Protammodytes sarisa (Robins & Böhlke, 1970)[5][6][7][8][9][10]